# Sarona dakine
Sarona dakine är en insektsart som beskrevs av Asquith 1994. Sarona dakine ingår i släktet Sarona och familjen ängsskinnbaggar. Inga underarter finns listade i Catalogue of Life.